# Chiesa di San Michele (Gand)
La chiesa di San Michele, in neerlandese Sint-Michielskerk è una grande chiesa tardo-gotica della città fiamminga di Gand, in Belgio.
Sorge dietro il ponte omonimo e fa da sfondo ai celebri Graslei e Korenlei e Korenmarkt, costituendo uno dei quadri simbolo della città.

## Storia e descrizione

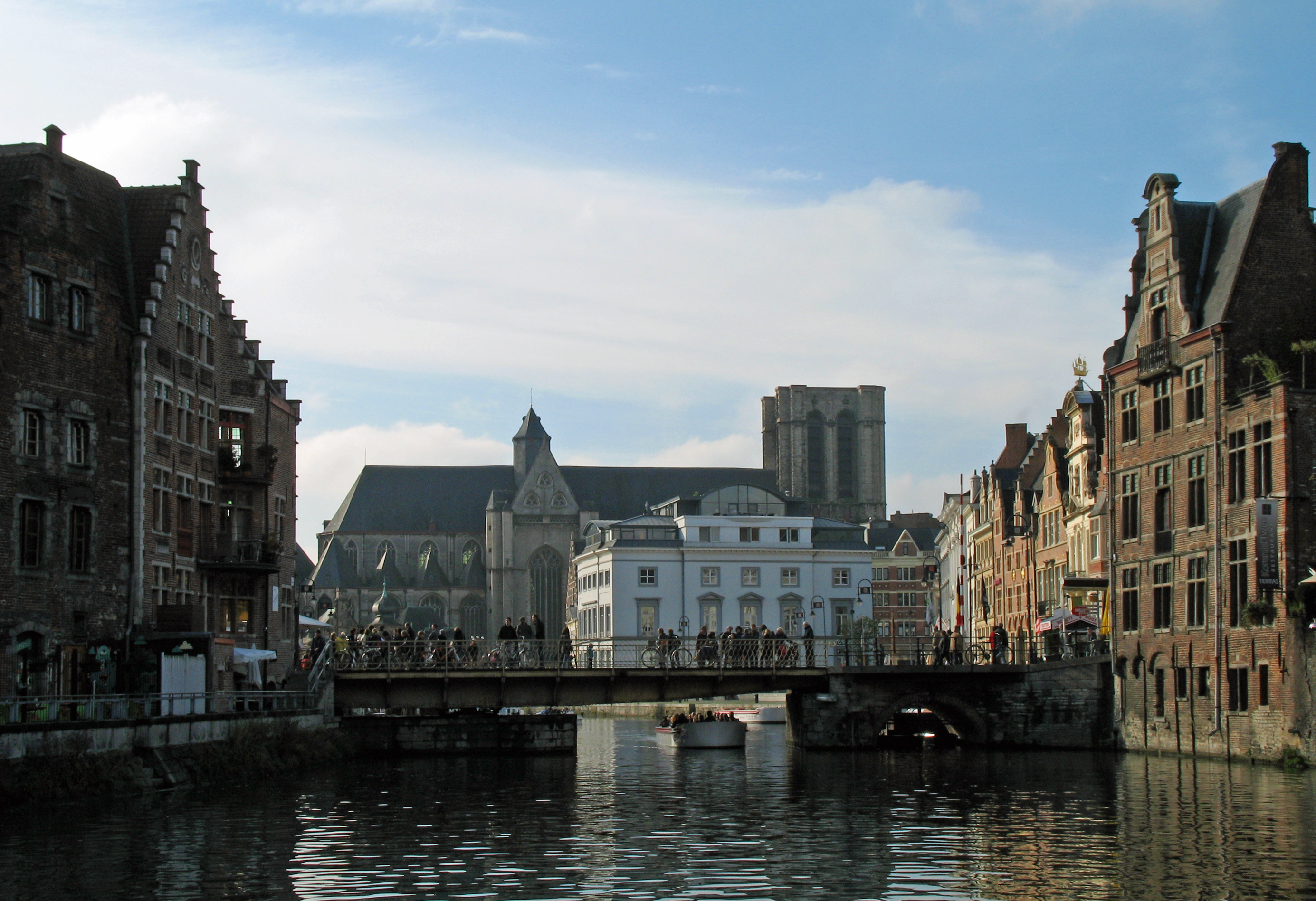
Veduta sul Graslei e Korenlei.

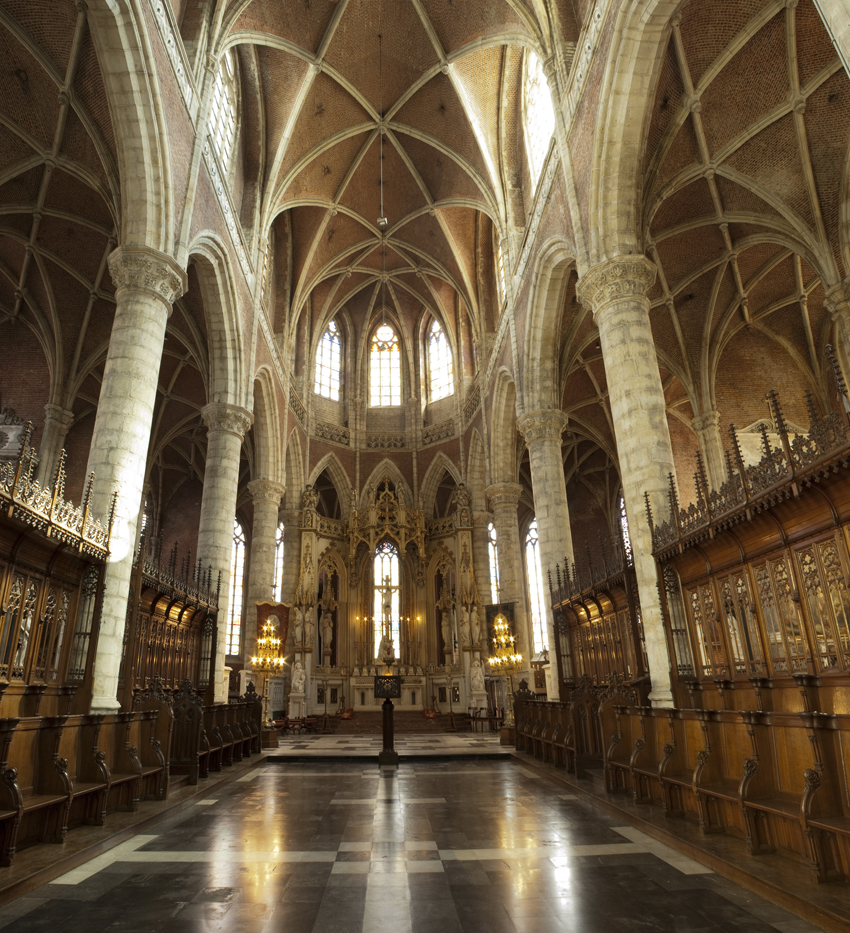
l'interno

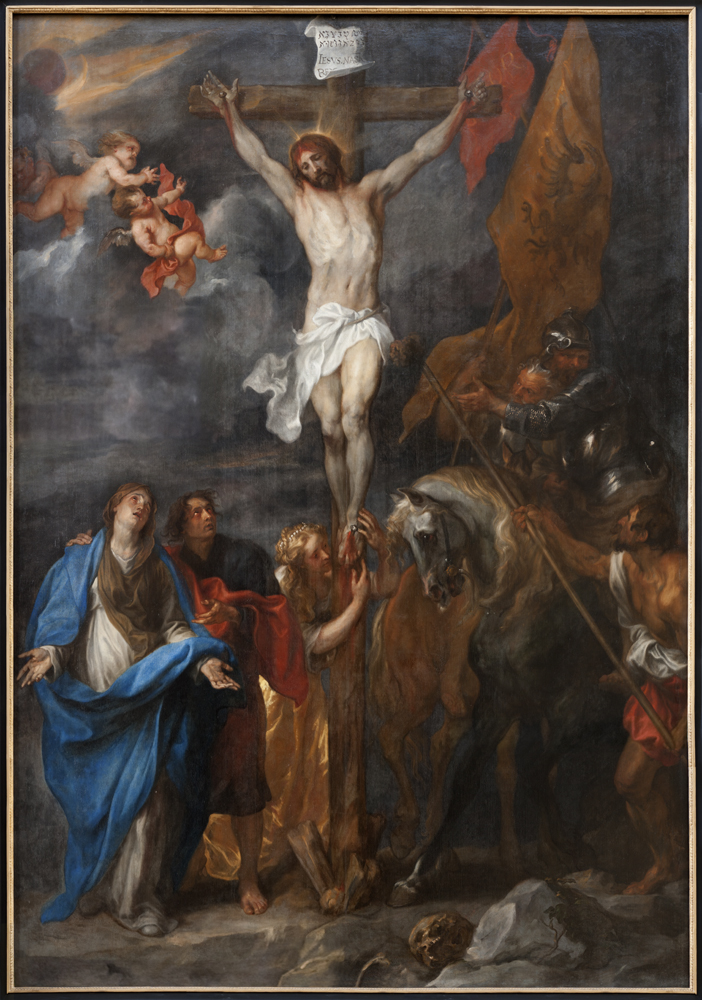
Cristo in Croce di Van Dyck.

Sul sito dell'attuale edificio, sorgeva un'antica cappella che andò distrutta in un incendio all'inizio del XII secolo. Subito venne sostituita da una chiesa più vasta, fino a quando, nel 1440, si pose mano alla costruzione dell'odierna chiesa.
Il cantiere di questo nuovo edificio tardogotico si svolgerà in due fasi, separate da una lunga interruzione dovuta alle Guerre di religione.
La prima fase, fra XV e XVI secolo, vede l'erezione della parte strutturale della chiesa, con pianta a croce latina, coro, transetto, piedicroce diviso in tre navate e torre sulla facciata. Verso il 1530 il transetto era completato, ma durante la costruzione del campanile, quando nel 1566 raggiunse l'altezza del secondo livello, il cantiere viene bruscamente arrestato dalla'iconoclastia. Inoltre l'edificio venne depredato e saccheggiato fino a quando nel 1579 il regime calvinista ne demolì anche il coro.
Dopo questo difficile periodo, sotto il governo dell'Infanta Isabella e l'arciduca Alberto d'Austria, il cantiere si riaprì. Fra il 1623 e il 1659 vennero ricostruiti il coro e le cappelle radiali. Per la torre l'architetto Lieven Cruyl disegnò nel 1662 un progetto ambizioso per un campanile alto 134 metri e ispirato a quello della Cattedrale di Anversa. Tuttavia, la mancanza di fondi ne impedì la realizzazione e la torre restò incompiuta all'altezza di 24 metri.

## Arredi e opere d'arte
All'interno la chiesa racchiude notevoli opere d'arte come il pulpito neogotico, i confessionali lignei barocchi, rococò e neoclassici, statue barocche. Inoltre conserva diverse tele di Gaspar de Crayer, Philippe de Champaigne fra le quali spicca il Cristo in Croce dipinto da Antoon van Dyck fra il 1628 e il 1630.